# Le Printemps (pel·lícula de 1909)
Le Printemps és una pel·lícula muda cinema francès dirigida per Louis Feuillade, estrenada el 1909.
La pel·lícula està dividida en diversos episodis:
- L'Éveil de la source
- L'Éveil des nids
- Sur les étangs
- L'Amour chef d'orchestre
- La Becquée
- Dans les vergers
- Les jeux et les ris
- Floréal

## Sinopsi
L'Éveil de la source : La pel·lícula comença amb una dona estirada, els ocells s'acosten sobre ella. Les noies venen i s'asseuen.
L'Éveil des nids : les dones recullen flors dels arbustos.
Sur les étangs : Veiem un estany, vénen àngels i ballen.
L'Amour chef d'orchestre : Un nen petit posa les seves partitures i fa els gestos d'un director.
La Becquée : Un grup de dones agafa llavors i les plante a terra.
Dans les vergers : En un arbre, les nimfes toquen música.
Les jeux et les ris : Dones i un nen ballen.
Floréal : arriba una farandola, fan una volta i marxen.

## Repartiment
- Alice Tissot
- Christiane Mandelys
- Henri Duval
- Maurice Vinot